# Sérarou
Sérarou är en ort i Benin.   Den ligger i departementet Borgou, i den centrala delen av landet, 300 km norr om huvudstaden Porto-Novo. Sérarou ligger 341 meter över havet och antalet invånare är 16 060.
Terrängen runt Sérarou är huvudsakligen platt. Sérarou ligger nere i en dal. Det finns inga andra samhällen i närheten. 
Omgivningarna runt Sérarou är huvudsakligen savann. Runt Sérarou är det glesbefolkat, med 17 invånare per kvadratkilometer.